# Amerikanische Rosmarinweide
Die Amerikanische Rosmarinweide (Itea virginica) ist ein sommergrüner Strauch aus der monotypischen Familie Iteaceae mit zahlreichen rutenförmigen, aufrechten oder aufsteigenden Grundzweigen. Die Laubblätter haben 2 bis 9 Zentimeter lange, weidenähnliche Blattspreiten. Das natürliche Verbreitungsgebiet der Art liegt im Osten der Vereinigten Staaten. Sie wird häufig als Zierstrauch verwendet.

## Beschreibung

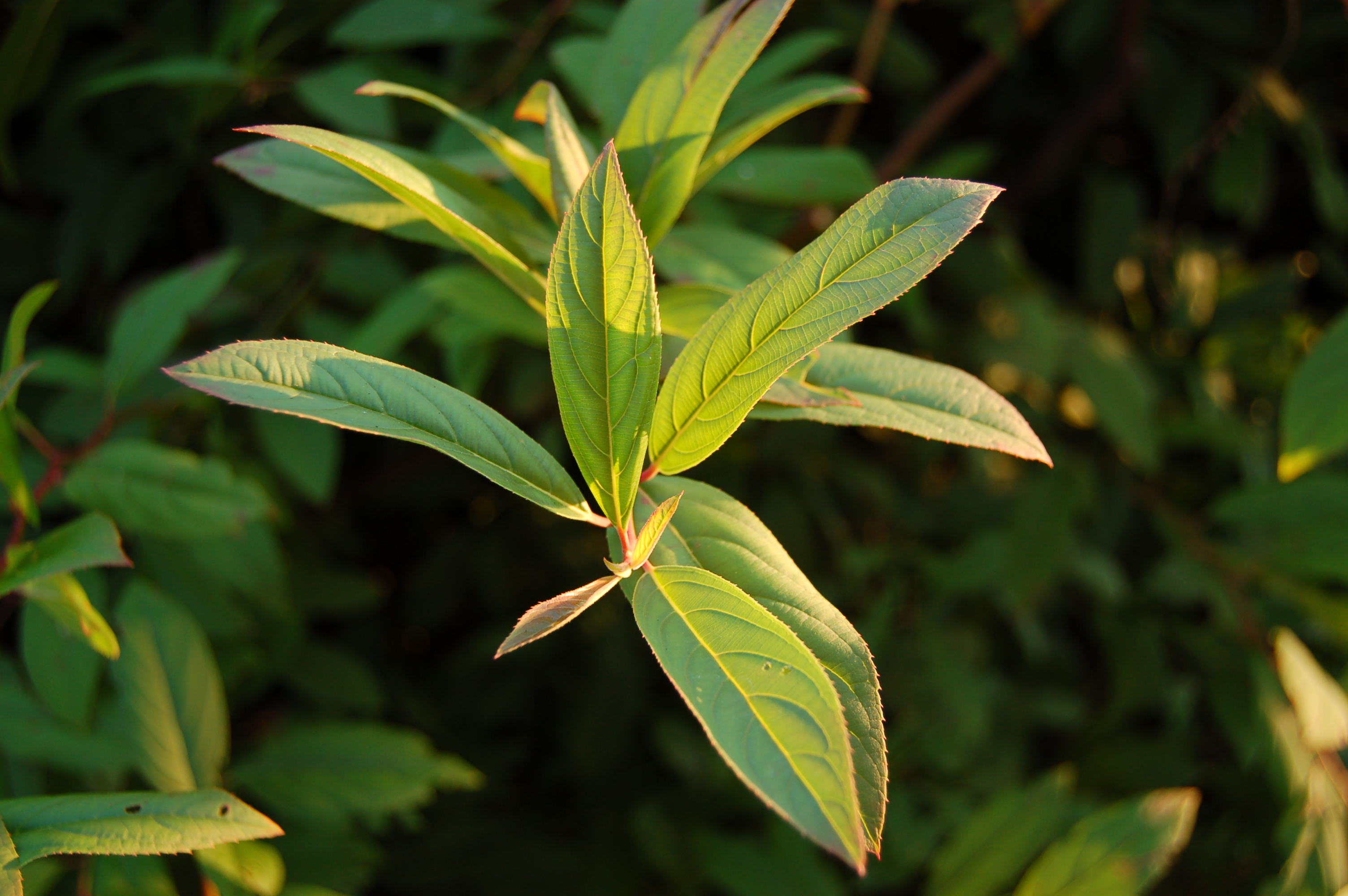
Blätter des Kultivars 'Henry's Garnet'

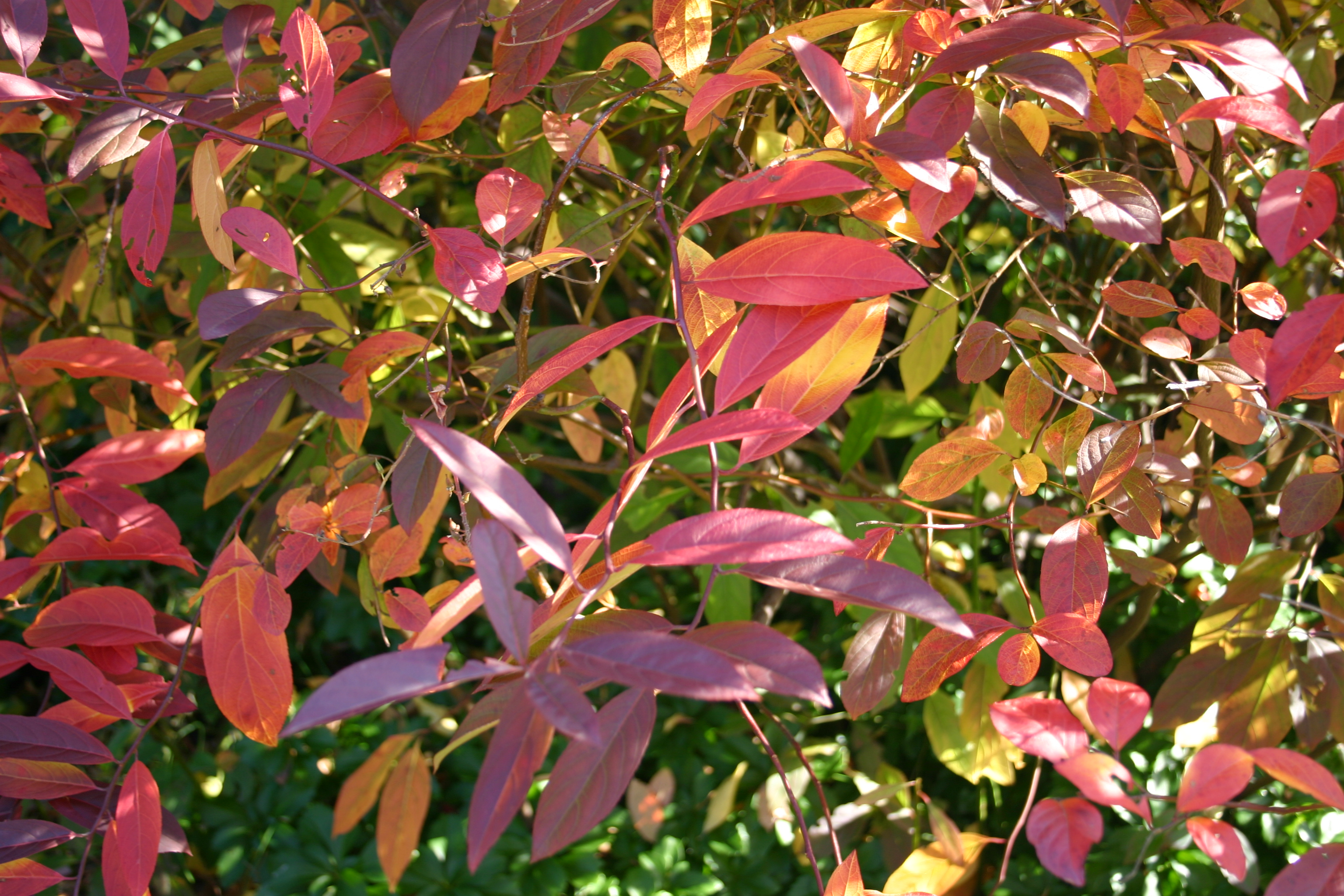
Herbstfärbung

Die Amerikanische Rosmarinweide ist ein sommergrüner, 1 bis 3 Meter hoher Strauch mit zahlreichen, dünnen, rutenförmigen, aufrechten oder aufsteigenden Grundzweigen und anfangs filzig behaarten Trieben. Die Laubblätter haben einen 3 bis 10 Millimeter langen Stiel. Die Blattspreite ist elliptisch bis länglich-verkehrt-lanzettlich, 2 bis 9 Zentimeter lang und 1 bis 4 Zentimeter breit, spitz oder kurz zugespitzt, mit meist keilförmiger Basis und einem drüsigen, fein und scharf gesägten Blattrand. Die Blattoberseite ist sattgrün, die Unterseite etwas heller, beide Seiten sind meist kahl. Die Herbstfärbung ist wein- bis purpurrot.
Die Blütenstände sind 4 bis 15 Zentimeter lange, schlanke, gebogene Trauben aus 20 bis 80 Blüten mit schwach flaumhaariger Blütenstandsachse und schwach flaumhaarigen, 1 bis 3,5 Millimeter langen Blütenstielen. Sie stehen an den Enden beblätterter Zweige. Die Blüten sind zwittrig, weiß, duftend und 1 bis 1,5 Zentimeter breit. Die Kelchblätter sind aufgerichtet oder etwas auseinanderstrebend, schmal länglich, 6 bis 10 Millimeter lang und spitz. Die Kronblätter sind schmal länglich, 2,5 bis 6 Millimeter lang. Die Staubfäden sind 1 bis 2 Millimeter lang und flaumhaarig. Der Griffel ist längs gerillt. Als Früchte werden zylindrische, 7 bis 10 Millimeter lange, mehr oder weniger gebogene, behaarte Kapseln mit bleibenden Griffeln gebildet. Die Samen sind 1 bis 1,4 Millimeter lang und 0,4 bis 0,9 Millimeter breit, glatt und glänzend. Die Amerikanische Rosmarinweide blüht von März bis Juni.
Die Chromosomenzahl beträgt 2n = 22.

## Vorkommen und Standortansprüche
Das natürliche Verbreitungsgebiet liegt im Osten der Vereinigten Staaten und reicht vom Süden New Jerseys und Illinois’ bis nach Florida und Texas. Die Amerikanische Rosmarinweide wächst in Sümpfen und feuchte Wäldern, an Flussufern und Biberteichen in Höhen bis 300 Metern an halbschattigen und kühlen Standorten.

## Systematik
Die Amerikanische Rosmarinweide (Itea virginica) ist eine Art aus der Gattung der Rosmarinweiden (Itea) in der Familie Iteaceae, Ordnung Steinbrechartige (Saxifragales). Die Art wurde 1753 von Carl von Linné im Species Plantarum erstmals wissenschaftlich beschrieben. Der Gattungsname Itea  stammt aus dem Griechischen und wurde für verschiedene Weiden (Salix) verwendet. Der Ausdruck wurde schon von Homer sowohl in der Ilias als auch in der Odyssee verwendet. Carl von Linné übertrug den Namen auf die Gattung der Rosmarinweiden, von der er nur die hier beschriebene Amerikanische Rosmarinheide mit ihren weidenähnlichen Laubblättern kannte. Das Artepitheton virginica bedeutet „virginisch“ und bezieht sich auf die britische Kolonie Virginia. Es wird für Arten, die in Nordamerika beheimatet sind, verwendet.

## Verwendung
Die Amerikanische Rosmarinweide wird wegen der dekorativen Blütenstände, der duftenden Blüten und der farbenprächtigen Herbstbelaubung häufig kultiviert.

## Nachweise